# Scalare di Lorentz
In fisica uno scalare di Lorentz, o invariante di Lorentz, è una grandezza scalare invariante sotto una trasformazione di Lorentz. Uno scalare di Lorentz è generato da scalari, vettori, tensori. Mentre i vettori e i tensori vengono modificati da una trasformazione di Lorentz, gli scalari no.

## Introduzione
La teoria della relatività ristretta è costruita sulle due ipotesi dell'equivalenza dei sistemi di riferimento inerziali e della costanza della velocità della luce (ovvero tutti i sistemi di riferimento inerziali sono indistinguibili fra di loro e in ognuno di essi la velocità della luce nel vuoto è la stessa, e viene indicata con c). Da questi principi segue che la quantità:
{\displaystyle {s}^{2}={c}^{2}{t}^{2}-{x}^{2}-{y}^{2}-{z}^{2}}
chiamata "intervallo", assume lo stesso valore in tutti i sistemi di riferimento inerziali. Ogni quantità che possiede questa proprietà è detta essere invariante di Lorentz.
L'invarianza di {\displaystyle {s}^{2}} induce a considerare, in luogo di uno spazio quadridimensionale di tipo euclideo, uno spazio a quattro dimensioni (spazio di Minkowski o spazio-tempo) i cui elementi sono quadruple {\displaystyle (ct,x,y,z)}, che definiscono le coordinate di un evento. In tale spazio è definita una metrica che nelle coordinate {\displaystyle ct,x,y,z} (i vettori spaziali della base sono presi ortogonali) assume la forma:
{\displaystyle g^{\mu \nu }=g_{\mu \nu }={\begin{pmatrix}1&0&0&0\\0&-1&0&0\\0&0&-1&0\\0&0&0&-1\end{pmatrix}}}
e che descrive la geometria dello spazio-tempo così come la metrica euclidea descriveva la geometria dello spazio tridimensionale nella fisica pre-relativistica. Questo tensore è detto di tipo tempo, essendo il suo determinante di segno concorde alla componente temporale. A volte è usata la metrica di Minkowski, in cui è cambiato il segno:
{\displaystyle g^{\mu \nu }=g_{\mu \nu }={\begin{pmatrix}-1&0&0&0\\0&1&0&0\\0&0&1&0\\0&0&0&1\end{pmatrix}}}
Questo tensore è dunque di tipo spazio. Con questa metrica si può vedere facilmente che {\displaystyle {s}^{2}} coincide con il modulo quadro del vettore {\displaystyle x^{\mu }=(ct,x,y,z)}, inteso come prodotto scalare del vettore con sé stesso:
{\displaystyle {s}^{2}=x^{\mu }x_{\mu }=x^{\mu }g_{\mu \nu }x^{\nu }=\sum _{\mu ,\nu =0}^{3}{x}^{\mu }{\eta }_{\mu \nu }{x}^{\nu }={x}^{\mu }{\eta }_{\mu \nu }{x}^{\nu }}
dove {\displaystyle {x}^{\mu }} è la μ-esima coordinata del quadri-vettore, con {\displaystyle \mu } da 0 a 3; inoltre per scrivere l'ultimo termine si è usata la convenzione di Einstein di somma sugli indici ripetuti.
Le trasformazioni di Lorentz, che sono quelle che descrivono la trasformazione delle quantità fisiche nel passaggio da un sistema di riferimento inerziale all'altro, sono le uniche trasformazioni lineari omogenee che lasciano immutato l'intervallo {\displaystyle {s}^{2}} di un evento (si dice anche che lasciano invariata la metrica dello spazio) e questo giustifica il fatto che l'intervallo, come detto precedentemente, è un invariante di Lorentz. Le trasformazioni non lineari delle coordinate sono escluse dalla teoria in quanto non soddisfano l'ipotesi dell'indistinguibilità dei sistemi di riferimento inerziali. Le trasformazioni di Lorentz omogenee formano un gruppo detto gruppo di Lorentz; a queste ultime si possono aggiungere le trasformazioni non omogenee, generando un nuovo gruppo detto gruppo di Poincaré.

## Esempi di semplici scalari in relatività speciale

### La lunghezza del vettore posizione
In relatività speciale la posizione di una particella nello spaziotempo quadrimensionale è data da:
{\displaystyle x^{\mu }=(ct,\mathbf {x} )}
dove {\displaystyle \mathbf {x} =\mathbf {v} t} è la posizione della particella nello spazio tridimensionale, {\displaystyle \mathbf {v} } è la velocità nello spazio tridimensionale e {\displaystyle c} è la velocità della luce. La "lunghezza" del vettore è uno scalare di Lorentz ed è dato da:
{\displaystyle x_{\mu }x^{\mu }=g_{\mu \nu }x^{\mu }x^{\nu }=(ct)^{2}-\mathbf {x} \cdot \mathbf {x} \ {\stackrel {\mathrm {def} }{=}}\ \tau ^{2}}
dove {\displaystyle \tau } è c volte il tempo proprio misurato da un orologio nel sistema di riferimento fermo rispetto alla particella.

### La lunghezza del vettore velocità
Passando da un sistema inerziale S ad un altro sistema inerziale S* con velocità relativa {\displaystyle {\vec {v}}} rispetto al primo, il quadrivettore posizione si modifica come segue:
{\displaystyle {\begin{cases}t'=\gamma \left(t-{\frac {v}{c^{2}}}x\right)\\x'=\gamma \left(x-vt\right)\\y'=y\\z'=z\end{cases}}}
Differenziando:
{\displaystyle {\begin{cases}dt'=\gamma \left(dt-{\frac {v}{c^{2}}}dx\right)\\dx'=\gamma \left(dx-vdt\right)\\dy'=dy\\dz'=dz\end{cases}}}
Infine, tenendo conto della definizione di velocità, si ha che:
{\displaystyle {\begin{cases}{u'_{x}}={\frac {dx'}{dt'}}={\frac {\gamma (dx-vdt)}{\gamma (dt-{\frac {v}{c^{2}}}dx)}}={\frac {u_{x}-v}{1-{\frac {vu_{x}}{c^{2}}}}}\,\\{u'_{y}}={\frac {dy'}{dt'}}={\frac {dy}{\gamma (dt-{\frac {v}{c^{2}}}dx)}}={\frac {u_{y}{\sqrt {1-{\frac {v^{2}}{c^{2}}}}}}{1-{\frac {vu_{x}}{c^{2}}}}}\,\\{u'_{z}}={\frac {dz'}{dt'}}={\frac {dz}{\gamma (dt-{\frac {v}{c^{2}}}dx)}}={\frac {u_{z}{\sqrt {1-{\frac {v^{2}}{c^{2}}}}}}{1-{\frac {vu_{x}}{c^{2}}}}}\end{cases}}}

### Energia, massa, quadrimpulso
Definendo l'energia come {\displaystyle E=\gamma mc^{2}} si dimostra il teorema dell'energia cinetica:
{\displaystyle {\frac {dE}{dt}}={\vec {v}}\cdot {\vec {F}}}
Espandendo l'energia {\displaystyle E} in serie di Taylor per piccoli {\displaystyle v/c} si ottiene:
{\displaystyle E=\gamma mc^{2}={\frac {1}{\sqrt {1-{\frac {v^{2}}{c^{2}}}}}}mc^{2}=}
{\displaystyle =\left(1+{\frac {1}{2}}{\frac {v^{2}}{c^{2}}}+{\frac {3}{8}}{\frac {v^{4}}{c^{4}}}+\dots \right)mc^{2}=}
{\displaystyle =mc^{2}+{\frac {1}{2}}mv^{2}+{\frac {3}{8}}m{\frac {v^{4}}{c^{2}}}+\dots }
L'energia, approssimata al second'ordine, risulta essere formata da una componente costante {\displaystyle mc^{2}} dipendente solo dalla massa del corpo e dal termine {\displaystyle (1/2)mv^{2}}, uguale all'energia cinetica della meccanica newtoniana. L'energia {\displaystyle E} è quindi la naturale estensione dell'energia cinetica "classica". Si tratta di una delle relazioni più note della Fisica, che stabilisce in sostanza che l'energia può trasformarsi in massa e viceversa: in sintesi, energia e massa sono la stessa cosa. Ad esempio, nella fissione nucleare una massa di 10 grammi di uranio si trasforma in 900.000 miliardi di joule di energia.
Nella relatività ristretta, il quadrimpulso è la generalizzazione quadrivettoriale della quantità di moto della meccanica classica, cioè è un vettore dello spaziotempo quadrimensionale sempre tangente alla linea d'universo di una particella, cioè tangente alla sua traiettoria nello spaziotempo. Come ogni quadrivettore, è possibile distinguere le componenti spaziali da quella temporale: in un sistema di coordinate ortonormali la parte spaziale del quadrimpulso è formata dalle componenti dell'ordinaria quantità di moto moltiplicata per il fattore di Lorentz, mentre la parte temporale è data dall'energia della particella divisa la velocità della luce.
Data una particella con velocità {\displaystyle {\vec {v}}=(v_{x},v_{y},v_{z})}, il corrispondente quadrimpulso {\displaystyle p} è dato da:
{\displaystyle p^{\mu }={\begin{pmatrix}p^{0}\\p^{1}\\p^{2}\\p^{3}\end{pmatrix}}:=mu^{\mu }=\gamma m{\begin{pmatrix}c\\v^{x}\\v^{y}\\v^{z}\end{pmatrix}}={\begin{pmatrix}\gamma mc\\\gamma p^{x}\\\gamma p^{y}\\\gamma p^{z}\end{pmatrix}}}
dove {\displaystyle u^{\mu }=(u^{0},u^{1},u^{2},u^{3})} sono le componenti della quadrivelocità, {\displaystyle m} è la massa, {\displaystyle \gamma } è il fattore di Lorentz, {\displaystyle {\vec {v}}=(v^{x},v^{y},v^{z})} e {\displaystyle {\vec {p}}=(p^{x},p^{y},p^{z})} gli usuali vettori tridimensionali velocità e quantità di moto; {\displaystyle c} è la velocità della luce.
Nella meccanica relativistica si ha una relazione notevole che lega massa a riposo di un corpo, la sua energia e la sua quantità di moto. Dalla definizione di energia si ha:
{\displaystyle E=cP_{0}=\gamma mc^{2}={\frac {mc^{2}}{\sqrt {1-{\frac {v^{2}}{c^{2}}}}}}\quad \Rightarrow \quad P_{0}={\frac {E}{c}}}
dove {\displaystyle \gamma } è il fattore di Lorentz. Le componenti spaziali {\displaystyle P_{\alpha }} del quadrimpulso sono invece:
{\displaystyle P_{\alpha }=\gamma mv_{\alpha }}
D'altra parte il vettore è uno scalare {\displaystyle m} per una quadrivelocità: la norma quadra di un tale quadrivettore vale sempre {\displaystyle -m^{2}c^{2}}, perciò chiamando {\displaystyle p} la norma euclidea del vettore tridimensionale quantità di moto (cioè l'intensità dell'usuale quantità di moto moltiplicata per il fattore {\displaystyle \gamma }):
{\displaystyle |\mathbf {P} |^{2}=-P_{0}^{2}+\sum _{\alpha }P_{\alpha }^{2}=-P_{0}^{2}+p^{2}=-m^{2}c^{2}}
Sostituendo nell'ultima equazione quelle precedenti si ottiene l'equazione cercata:
{\displaystyle -{\frac {E^{2}}{c^{2}}}+p^{2}=-(mc)^{2}\quad \rightarrow \quad E^{2}-(pc)^{2}=(mc^{2})^{2}\quad \rightarrow \quad m={\sqrt {\frac {E^{2}-(pc)^{2}}{c^{4}}}}}
Da questa equazione si nota come anche particelle con massa nulla possano avere energia/quantità di moto diverse da zero. Nella meccanica classica invece una forza piccola a piacere produrrebbe un'accelerazione infinita su una ipotetica particella di massa nulla ma la sua energia cinetica e quantità di moto resterebbero pari a zero. Invece all'interno della relatività ristretta quando {\displaystyle m=0}, la relazione si semplifica in:
{\displaystyle E=pc}
Per esempio, per un fotone si ha {\displaystyle E=h\nu }, dove {\displaystyle \nu } è la frequenza del fotone: la quantità di moto del fotone è quindi pari a {\displaystyle p={\frac {h\nu }{c}}}.